# إفادة أيضية
الإفادة الأيضية مصطلح مستخدم في علم التغذية لوصف قدرة الحمية على خفض الوزن (أو زيادة أقل في الوزن) أكبر من نظام حمية آخر بمعدل سعرات حرارية مكافئ. وهو تأثير ينسب إلى نظم الحمية منخفضة الكربوهيدرات وقد انتشر باسم حمية أتكينز. ولكن على الرغم من وجود العديد من الآليات التي تجعله مقبولاً بيولوجيًا، ألا إنه من اللازم تعريفه نهائيًا على أنه عامل مهم في التحكم في الوزن. فشلت بعض الدراسات  التي قامت بشكل خاص بقياس التغيرات التي تحدث لمعدل الأيض الأساسي في نظم حمية مرتفعة الدهون وأخرى مرتفعة الكربوهيدرات، في إيجاد أية اختلافات كبيرة من خلال الإحصائيات.

## السبب
يستمد الجسد البشري غالبية احتياجاته من الطاقة عن طريق دورة حمض الستريك، التي تستخدم جميع المغذيات عالية الإنتاج لإنتاج ثلاثي فوسفات الأدينوسين (ATP) المستخدم لنقل الطاقة الكيميائية داخل الخلايا. وتستخدم العمليات الكيميائية المضمنة الطاقة، وبالتالي؛ يكون للتغير في كفاءة هذه العمليات نفس التأثير الذي يحدثه التغير في مقدار السعرات الحرارية المستوعبة.

## تكوين السكر
يحتاج الجسد البشري سكر الجلوكوز للمخ والجهاز العصبي، ولذلك؛ فإن نُظم الحمية التي تحتوي على عدد صغير جدًا من الكبروهيدرات، أو التي لا تحتوي على كربوهيدرات خاصة بالحمية، تُجبر الجسد على تكوين الجلوكوز من البروتينات عن طريق دورة تكوين السكر بنسبة كفائة تعادل 57% تقريبًا (تتساوى السعرات الحرارية في كل من البروتينات والكربوهيدرات، فكلاهما يحتوي على أربعة كيو جرامات من السعرات الحرارية لكل جرام، لكن دورة تكوين السكر يمكنها إنتاج 57 جرامًا فقط من السكر من كل مائة جرام من البروتين). وهذا قد يعتبر عاملاً مهمًا في الإفادة الأيضية.

## وصلات خارجية
- Atkins Nutritional Approach Web Site